# Luis Alberto Sánchez (presentador)
Luis Alberto Sánchez Martín (1972) es un presentador de televisión español.

## Trayectoria profesional
Su debut se produjo en el célebre programa musical La quinta marcha (1990), de Telecinco, junto a Jesús Vázquez, Penélope Cruz e Inma Brunton. La enorme popularidad del programa, que se prolongó hasta 1991, lo convirtió en uno de los presentadores más habituales de la cadena y una presencia constante en varios programas, casi siempre destinados al público infantil y juvenil.
Así, desde enero de 1994, condujo, junto a Sofía Mazagatos e Inma Brunton La tele es tuya, colega, un espacio contenedor, destinado a los más pequeños de la casa, que incluía juegos, concursos, series y dibujos animados.
Ese mismo año presentó un programa de corte similar también el Telecinco, Telebuten, en el que compartía plató con Beatriz Rico.
Su última colaboración con Telecinco fue en el verano de 1994, cuando se hizo cargo de Campeones de la playa, con María Abradelo y Leticia Sabater.
Gran aficionado a los deportes acuáticos, en especial el surf, entre 1998 y 2003 presentó el programa Equipo Xtrem en el canal AXN, sobre deportes de riesgo.
Actualmente trabaja en su propia productora Canal Zero.